# Casignana
Casignana là một đô thị ở tỉnh Reggio Calabria trong vùng Calabria, Ý, có cự ly khoảng 100 km về phía tây nam của Catanzaro và khoảng 35 km về phía đông của Reggio Calabria. Tại thời điểm ngày 31 tháng 12 năm 2004, đô thị này có dân số 801 người và diện tích là 24,4 km².
Casignana giáp các đô thị: Bianco, Bovalino, Caraffa del Bianco, San Luca, Sant'Agata del Bianco.